# Eutolmus parricida
Eutolmus parricida är en tvåvingeart som först beskrevs av Friedrich Hermann Loew 1848.  Eutolmus parricida ingår i släktet Eutolmus och familjen rovflugor. Inga underarter finns listade i Catalogue of Life.